# Hess Mountains
Die Hess Mountains sind eine Gruppe aus bis zu 1500 m hohen Bergen an der Black-Küste des Palmerland auf der Antarktischen Halbinsel. Sie ragen westlich des Dietz Bluff am Kopfende des Hilton Inlet auf und grenzen nach Norden an den Gruening-Gletscher, nach Westen an den Runcorn-Gletscher und nach Süden an den Beaumont-Gletscher.
Erste Luftaufnahmen entstanden 1940 bei der United States Antarctic Service Expedition (1939–1941). Der United States Geological Survey kartierte sie anhand von Luftaufnahmen der United States Navy aus den Jahren von 1966 bis 1969. Der British Antarctic Survey nahm zwischen 1972 und 1973 Vermessungen vor. Das UK Antarctic Place-Names Committee benannte sie 1978 nach dem US-amerikanischen Geologen Harry Hammond Hess (1906–1969), der von 1948 bis 1969 an der Princeton University tätig war.